# Felix Lian Khen Thang
Felix Lian Khen Thang (ur. 25 grudnia 1959 w Gam Ngai) – birmański duchowny katolicki, biskup Kalay od 2010.

## Życiorys
23 lutego 1990 otrzymał święcenia kapłańskie i został inkardynowany do archidiecezji Mandalay, zaś po powstaniu w 1992 diecezji Hakha został prezbiterem tejże diecezji. W latach 1990–1992 pracował jako proboszcz w Saizang. W 1992 rozpoczął studia doktoranckie z prawa kanonicznego na Papieskim Uniwersytecie Urbaniana, zaś w 1994 rozpoczął przygotowanie do służby dyplomatycznej na Papieskiej Akademii Kościelnej. W latach 1997–2004 pracował w dyplomacji watykańskiej. W 2004 powrócił do diecezji i został kanclerzem kurii oraz sekretarzem biskupim.
3 marca 2006 papież Benedykt XVI mianował go biskupem pomocniczym diecezji Hakha oraz biskupem tytularnym Fesseë. Sakry biskupiej udzielił mu 6 maja 2006 ówczesny nuncjusz apostolski w Mjanmie - arcybiskup Salvatore Pennacchio.
22 maja 2010 został mianowany biskupem ordynariuszem diecezji Kalay.
Od 2014 pełni funkcję przewodniczącego Konferencji Episkopatu Mjanmy.